# 天才バカボンのエピソード一覧
天才バカボンのエピソード一覧は、赤塚不二夫の漫画作品『天才バカボン』のエピソードをまとめたものである。
現在は1988年に「月刊少年マガジン」（講談社）にて連載された際のエピソードを除き、各話ともにeBookJapanの電子書籍『天才バカボン』全38巻で購読可能。

## 週刊少年マガジン版（第1期）
「週刊少年マガジン」1967年15号～1968年30号、33号～1969年9号に連載。計95話。
競合誌の「週刊少年サンデー」（小学館）に連載されていた『おそ松くん』が大ヒットしたことにより、マガジン側が赤塚不二夫に新作を依頼したことが本作の始まりである。
当初、赤塚はサンデーに恩義を感じていたことから断ったものの、編集部からの熱いラブコールに赤塚が折れる形で連載がスタートした。このことが原因でサンデー側は紙面強化を理由に『おそ松』の連載を打ち切り、『もーれつア太郎』の連載を開始させた。
連載を開始するにあたり、講談社側は20例以上のプロットを持ち込んだが、赤塚は「それを全部ひっくるめたものより面白くします」と宣言した。

### 1967年度
1. わしらはバカボンだ 1967年15号
2. バカ+バカ=? 1967年16号
3. バカちゃんおんぶ 1967年17号
4. バカシングのボクシング 1967年18号
5. モシモシ早くうまれておいでね 1967年19号
6. どんな顔 こんな顔 1967年20号
7. 赤ちゃんはハジメちゃんなのだ 1967年21号
8. しゃべりハジメなのだ 1967年22号
9. 天才児のカンソウのイモ 1967年23号
10. ポロジョイサーカスの天才児 1967年24号
11. パパはめでたい日本一 1967年25号
12. ショーギでショーブだ 1967年26号
13. 川でトリをつるのだ 1967年27号
14. バカボンのロボットいい研究ね 1967年28号
15. スルメの国の旅ガラス 1967年29号
16. バカボンにヒゲが生えるか! 1967年30号
17. カニボスと海のショーバイ 1967年31号
18. バカか画家かそれが問題だ 1967年31号
19. バカは日本製がいいのだ 1967年33号
20. サルマネ菌のウン命だ 1967年34号
21. アッホーアッホーと山へいくのだ 1967年35号
22. 都の西北ワセダのとなり 1967年36号
23. ネズミがワシをバカにしたのだ 1967年37号
24. なんじ神さまをだますなかれなのだ 1967年38号
25. ハイハイな俳句で電報うってきた 1967年39号
26. タリラリラ～ンのとうがらしなのだ 1967年40号
27. パパはいぬでバカボンはネコなのだ 1967年41号
28. ハリとカモイがシキイなのだ!! 1967年42号
29. キョーレツな香水なのだ 1967年43号
30. パパのムスコがやってきたのだ 1967年44号
31. バカ塚不二夫と少年バカジンなのだ 1967年45号
32. お金のなる木はいかがなのだ 1967年46号
33. わしは夜中のガードマンなのだ 1967年47号
34. 免許証なんか知ってたまるか 1967年48号
35. みんな消えたのだ! ゆうかい事件だ 1967年49号
36. パパかおまわりかどっちかなのだ 1967年50号
37. いったいきょうはなんの日なのだ 1967年51号
38. セイザにギョーザにモノホシウメボシ 1967年52号

### 1968年度
1. コケコッコは月給トリなのだ 1968年1号
2. ことしもきたのだお正月さん 1968年2・3号
3. しょうじと習字とどうちがうのだ 1968年4号
4. 歩きはじめたハジメちゃん 1968年5号
5. お城とスイカをこうかんしたのだ 1968年6号
6. 服をきてると死刑なのだ 1968年7号
7. やくそくまもれば死ぬほどひもじい 1968年8号
8. アッホヤッホ スキーはたのし 1968年9号
9. 宇宙人をタイホせよ 1968年10号
10. うちの殿におヘソをあげて 1968年11号
11. パパは警官になったのだ 1968年12号
12. きーめたきめた犯人にきめた 1968年13号
13. あたらないからうらない買わない 1968年14号
14. あそびにきたのだ土の中 1968年15号
15. おくさんこわいエントツこわい 1968年16号
16. サクラはちるちる人もちる 1968年17号
17. パパはそうじ大臣なのだ 1968年18号
18. ヤカンをかぶった三カン王 1968年19号
19. 夜なきそば屋でもうけよう 1968年20号
20. 死んだらたばこはすえないのだ 1968年21号
21. だれがとったかおサカナさん 1968年22号
22. えんぜつするにはセビロがいるのだ 1968年23号
23. テッポーもって記事とりに 1968年24号
24. トンカツブタさん 1968年25号
25. おとなはおとなとあそびなさい 1968年26号
26. クツミガキはおそろしいのだ 1968年27号
27. わしのいくとこうらなって 1968年28号
28. TENSAI BAKABON 1968年29号
29. わしはサイケなサラリーマンなのだ 1968年30号
30. ハジメちゃんは家庭教師 1968年33号
31. シッチャカメッチャカの海水浴 1968年34号
32. クマさんとギッタンバッタン 1968年35号
33. お酒のにおいをよこすのだ! 1968年36号
34. カッパの王さま 1968年37号
35. わしとわしは同期の桜なのだ 1968年38号
36. 天才ブタボン 1968年39号
37. ネコの目 パパの目 1968年40号
38. ターターターのタリラリラーン 1968年41号
39. ケンカの勝ちかたおしえてよ 1968年42号
40. モシモシお月さんこんばんはなのだ 1968年43号
41. 悪寛和尚の金もうけ 1968年44号
42. 二本だての夢をみよう 1968年45号
43. おまわりさんのクセを直そう 1968年46号
44. パパはノーベル賞を書くのだ 1968年47号
45. 木の葉が一枚さびしいのだ 1968年48号
46. 空頭の大先生なのだ 1968年49号
47. パパはヒイキするのだ 1968年50号
48. パパの警察手帳 1968年51号
49. ボーナスをつかまえるのだ 1968年52号

### 1969年度
1. お歳暮はそうじ鬼なのだ 1969年1号
2. とられたスモーをかえしてよ 1969年2号
3. おめれとうお年玉作戦 1969年3号
4. わしは新聞にだまされた 1969年4・5号
5. 石さん100万円! 1969年6号
6. 九官鳥王子 1969年7号
7. ウイリアム・テルなのだ 1969年8号
8. バカは死んでもなおらない 1969年9号

## 別冊少年マガジン版（第1期）
「別冊少年マガジン」1967年8月号、11月号、1968年1月号、4月号、8月号、9月号、11月号に連載。計8話。
「週刊少年マガジン」での好評を受け、早くも1967年8月に月刊誌「別冊少年マガジン」で不定期連載を開始。当初は宇宙旅行やタイムトラベルといった番外編的な内容であったが、やがて週刊版と同じ頁数と内容に変更。

### 1967年度
1. アピョーン星は宇宙のココロ 1967年8月号
2. タイムマシンで神サマになるのだ 1967年11月号

### 1968年度
1. 雪やコンコン サトウやコンコンなのだ 1968年1月号
2. ブタの惑星なのだ 1968年4月号
3. ゴミの中から100万円なのだ 1968年8月号
4. バカ田大学思い出日記 1968年9月号
5. 夏のなごりの砂浜で 1968年11月号
6. 天の雪をお持ちするのだ 1969年1月号

## 週刊少年サンデー版
「週刊少年サンデー」1969年35号～37号、47号、49号、51号～1970年15号に連載。計19話。
『おそ松』に代わって開始した『ア太郎』は『おそ松』ほどにはヒットせず、サンデーの売れ行きも低下していた。そんな1969年初頭、フジオ・プロの酒場での話し合いでの席上、同プロ所属の長谷邦夫が「『バカボン』、マガジンから持ってきて、赤塚不二夫をサンデーの独占作家にしちゃえば」と発言。同席していたサンデーの赤塚担当編集員・武居俊樹は翌日このことを編集長に提案、その結果『バカボン』は1969年35号からサンデーに移籍を果たす。当初は夏休み限定だったが、その後も不定期に連載され、1970年1号からは毎週連載となる。
この時期に、パパの新たな口癖「国会で青島幸男が決めたのだ」が登場した。また『ア太郎』とのダブル連載により、人気キャラ・ニャロメを始めとする『ア太郎』キャラが扉や本編に頻繁に登場するようになる。
なお1970年12号は『ア太郎』と共に休載したが、これは『バカボン』と『ア太郎』そして『おそ松』のクロスオーバー作品『最後の休日』掲載のためである。
38号には長谷邦夫、古谷三敏、佐々木ドン、とりいかずよしのフジオ・プロメンバー総出で執筆された『ああ!! 大脱獄』（曙コミックス12巻収録時に『天才バカボン番外地』と改題）が掲載される。これは赤塚の母・りよの死去というアクシデントに伴って急遽執筆されたもので、『おそ松』『ア太郎』『バカボン』『風のカラッペ』のキャラクターが登場する。
こうして移籍連載したものの、『ア太郎』がニャロメ人気でヒット作になったのに対して『バカボン』は徐々に人気が低下していき、1970年15号をもって連載を終了する。『ア太郎』も同年27号をもって連載終了した。

### 1969年度
1. カニさんのおフロなのだ 1969年35号
2. イスはクルマなのだ 1969年36号
3. ママのおムコをみつけるのだ 1969年37号
4. 秋ふかしおイモふかしてへをふかしなのだ 1969年47号
5. ゆうかい犯人はオカシなのだ 1969年49号
6. クラスメートルがやってきたのだ 1969年51号

### 1970年度
1. えらい人になりたいのだ 1970年1号
2. 入院はおもしろいのだ 1970年2号
3. お化粧ごっこなのだ 1970年3号
4. おまわりさんを愛するのだ 1970年4・5号
5. カナヅチでもおよぐのだ 1970年6号
6. 復讐は土にうめたのだ 1970年7号
7. たいくつはひとごろしなのだ 1970年8号
8. 大きい舌はいいことなのだ 1970年9号
9. いじきたなくて死にそうなのだ 1970年10号
10. 夜まわりはひるまわりなのだ 1970年11号
11. バカボンの先生がせめてくるのだ 1970年13号
12. 忘れっぽいのが命をとるのだ 1970年14号
13. きれいなブスとりこうなバカなのだ 1970年15号

## デラックス少年サンデー版
「デラックス少年サンデー」1969年9月号～1970年6月号に連載。計10話。
1969年、新たな月刊誌「デラックス少年サンデー」、通称「デラサン」が創刊。赤塚は季刊誌「週刊少年サンデー増刊号」に連載していた『ア太郎番外 花のデコッ八』を移籍連載していたが、同年9月号に新たに『バカボン』の連載を開始した。月刊誌であるため頁数は多くなったものの、内容は週刊サンデー版とほとんど変わらず、1970年1月号に掲載した西部劇作品が唯一の非日常回。それも『おそ松』のような完全な非日常回ではなく、パパの夢だったという内容である。
この1970年1月号からは、デラサン表紙にもパパ（時によってはバカボン一家全員）が登場し、ニャロメやケムンパス・べしと共演。末期には『ギャグおじさん』（秋竜山）とも共演している。

### 1969年度
1. パパは会社でコニャニャチハなのだ 1969年9月号
2. 物置みたいな人なのだ 1969年10月号
3. 天地無用之介 1969年11月号
4. 夕やけ小やけの旅ガラス 1969年12月号

### 1970年度
1. 無題（西部劇）[注 2] 1970年1月号
2. 殿様はくるしゅうないのだ 1970年2月号
3. 動物あわせでノーベル賞なのだ 1970年3月号
4. ユカイカイカイキキカイカイクスリ 1970年4月号
5. ネコババでない拾得したのだ 1970年5月号
6. いやな雨でもほしくなるのだ 1970年6月号

## 週刊ぼくらマガジン版
「週刊ぼくらマガジン」1971年20号～23号に連載。計4話。
週刊サンデー版が終了した翌年の1971年、『バカボン』のテレビアニメ化の話が入ってきた。赤塚は再び『バカボン』を描きたいと思うも、連載移籍の件でためらっていた。そこで古谷三敏がマガジン編集部に電話で依頼、その結果、週刊マガジンではなく、同誌の弟雑誌「週刊ぼくらマガジン」1971年20号からの連載となった。
1年ぶりの復活となったものの、わずか4号で「ぼくらマガジン」が休刊。だが『バカボン』は同誌に連載されていた『タイガーマスク』（梶原一騎・辻なおき）、『仮面ライダー』（石森章太郎）と共に週刊マガジンに移籍、1971年27号より連載を再開する。
4回限りの連載であったが、ラスト2回は後に頻繁に発表する「ある家族」ネタの原型となる話で、「BAKA型の輸血なのだ」は後半までパパが登場せず、「うらなう人の星の王子さまなのだ」ではラスト3頁しかパパが登場しない。また「BAKA型の輸血なのだ」では、古谷（フジオ・プロ）が「週刊少年サンデー」に連載していた『ダメおやじ』から、ダメおやじこと雨野ダメ助がゲスト出演した。
なお、「週刊少年マガジン」1973年50号に掲載された「最終回のヤケクソ漫画なのだ」のラスト、『バカボン』連載断念の「急報」（実はギャグで、3週休載しただけで再開）に、「六年前後のながいあいだ連載しました『天才バカボン』〜」と記載、また同誌1975年2号掲載の「ほんとのほんとうの最終回なのだ!!」（こちらは真の最終回）で、冒頭、赤塚の連載終了コメントに「今回まで約七年半のあいだ〜」と記載されており、『バカボン』が「少年サンデー（週刊・デラサン）」や「ぼくらマガジン」でも連載していたことには一切触れていない。

### 1971年度
1. タコさんタコさん勉強するのだ 1971年20号
2. ガンクツ王のふくしゅうなのだ 1971年21号
3. BAKA型の輸血なのだ 1971年22号
4. うらなう人の星の王子さまなのだ 1971年23号

## 週刊少年マガジン版（第2期）
「週刊少年マガジン」1971年27号～1973年50号に連載。計127話。

### 1971年度
1. 空手の天才のバカなのだ 1971年27号
2. テイノウ義塾がやってきたのだ 1971年28号
3. バイオリンでゲゲゲのゲなのだ 1971年29号
4. 催眠術の呪いなのだ 1971年30号
5. 怪奇タレントがいっぱいなのだ 1971年31号
6. お墓の中でコニャニャチハなのだ 1971年32号
7. ゴミだらけは美しいのだ 1971年33号
8. 警官は市民のお手本なのだ 1971年34号
9. モク山さんの禁煙なのだ 1971年35号
10. ゴルフはレジャーのスポーツなのだ 1971年36号
11. ペットはだいじにかわいがるのだ 1971年37号
12. お酒の中毒のアニマルなのだ 1971年38号
13. 竜宮カメちゃんわしのものなのだ 1971年39号
14. ユーレイさんよコニャニャチハ 1971年40号
15. わしは野口の医学の勝利なのだ 1971年41号
16. TENSAI BAKABON IN USA 1971年42号
17. ニューヨークのフレンドなのだ 1971年43号
18. 宝をうめてさがすのだ 1971年44号
19. バカをえがいて30年なのだ 1971年45号
20. ミイラの殿さまどこいったのだ 1971年46号
21. 賞金かせぎの狼なのだ 1971年47号
22. わしの初恋の若さなのだヤマちゃん 1971年48号
23. わしはママとケッコンなのだ 1971年49号
24. 新婚はヤキモチだらけなのだ 1971年50号
25. モモのウラシマの太郎なのだ 1971年51号
26. バカタレ菌の天才なのだ 1971年52号
27. 鬼子とおじいさんなのだ 1971年53号

### 1972年度
1. わしの生まれたはじめなのだ 1972年1号
2. わしの天才がバカになったのだ 1972年2号
3. からかいはゆかいの忘年会なのだ 1972年3・4号
4. キミの初夢公開するのだ 1972年5号
5. 20年後のお話なのだ（前編） 1972年6号
6. 20年後のお話なのだ（後編） 1972年7号
7. 怪盗白雪先輩なのだ 1972年8号
8. 天才バカボンの劇画なのだ 1972年9号
9. 知能指数は700円なのだ 1972年10号
10. クラスメートルの合いことばなのだ 1972年11号
11. 犬養さんのネコ養さんなのだ 1972年12号
12. 天才おバカボン 1972年13号
13. ホシのアリバイの探偵なのだ 1972年14号
14. ミュージカルでバカボンなのだ 1972年15号
15. 天シャイ バカボン 1972年16号
16. キェンキャイ キャキャキョン 1972年17号
17. どうしてですかの犯人なのだ 1972年18号
18. ドビンとチャビンのクルーソーなのだ 1972年19号
19. なぜか見えない再会なのだ 1972年20号
20. 天才ホモボン 1972年21号
21. 夢の世界であいますのだ 1972年22号
22. 源五郎と長十郎は愛なのだ 1972年23号
23. 天才作詞家きりつ礼なのだ 1972年24号
24. 天才マンガ家レポートなのだ 1972年25号
25. セイ子にマシ子にキャデラッ子なのだ 1972年26号
26. バーカード大がえりの留学生なのだ 1972年27号
27. 平凡天才ヤング女性男性バカボン自身 1972年28号
28. 同誌諸君!! 1972年29号
29. 先生のセンセーショナルなのだ 1972年30号
30. 紅トカゲファーザーなのだ 1972年31号
31. 警官ニューフェースなのだ 1972年32号
32. ウナギのイヌのカバやきなのだ 1972年33号
33. 天才 暑中お見舞い申しあげます 1972年34号
34. カエルはカエルがさばくのだ 1972年35号
35. 天才ウナギイヌ 1972年36号
36. タマゲタ株式会社なのだ 1972年37・38号
37. 日本人間改造論なのだ 1972年39号
38. 天才冷凍人間ですのだ 1972年40号
39. 天才死ね死ね死ね 1972年41号
40. みんなそろってフチオさん 1972年42号
41. 強盗殺人の予約なのだ 1972年43号
42. ててててててててんさいババババカボボボボン 1972年44号
43. 交番取りしらべ日記なのだ 1972年45号
44. ただでもうける大もうけなのだ 1972年46号
45. 電話の電話のTEL子さんなのだ 1972年47号
46. お見合いシーズンの練習なのだ 1972年48号
47. キンタマ先生のご結婚ですのだ 1972年49号
48. しようかしまいか しようかしまいか 1972年50号
49. 10本立て大興行 1972年51号
50. 常識破壊促進研究なのだ 1972年52号
51. 天才マンガボン 1972年53号

### 1973年度
1. 天才 えーとえーと なんだっけ……? 1973年1号
2. 十大ニュースの漫画ですのだ 1973年2号
3. 金のなる木の卵なのだ 1973年3・４号
4. 天才バカボンのつもりー 1973年5・6号
5. おまわりさんのシンマイなのだ 1973年7号
6. ドクターカカシよやすらかなのだ 1973年8号
7. 女を万引きいたすのだ 1973年9号
8. 神のおつげのカタグルマなのだ 1973年10号
9. 神様と約束なのだ 1973年11号
10. またまた神様と約束なのだ 1973年12号
11. 角い角い世界なのだ 1973年13号
12. テケテケテンのおまわりさん 1973年14号
13. 仰げばとおとし わが師のウンなのだ 1973年15号
14. 伝送マシンの先輩なのだ 1973年16号
15. バカ塚先生とバカラシ記者 1973年17号
16. バカラシ記者はつらいのだ 1973年18号
17. 天才ウマボン 1973年19号
18. ノラウマ社員の無責任なのだ 1973年20号
19. ジャンケンホカホカ ハイドウドウなのだ 1973年21号
20. あたしのジョー 1973年22号
21. 篠山紀信の社会派なのだ 1973年23号
22. 実物大のバカボンなのだ 1973年24号
23. 恋の季節の写真なのだ 1973年25号
24. 天才ハカホン 1973年26号
25. 天才何もしないボン 1973年27号
26. 中学三年星の征服なのだ 1973年27号
27. マダラまだらのアホンダラなのだ 1973年28号
28. 4年のズレおくれなのだ 1973年29号
29. イライラヒリヒリごくろうさまなのだ 1973年30号
30. 下品で読みやすい漫画なのだ 1973年31号
31. ヒロカオさんのおまわりさんなのだ 1973年32号
32. ていねいなバカボンなのだ 1973年33号
33. 夏はやせるのだ 1973年34号
34. 満月の大傑作の漫画家なのだ 1973年35号
35. コジキ鳥のおじさんなのだ 1973年36号
36. 天才バカボンの3本立てなのだ 1973年37号
37. 篠山紀信のしばらくなのだ 1973年38号
38. 亭主関白の失敗なのだ 1973年39号
39. 木ノピ男のおどろ木ももの木なのだ 1973年40号
40. ニャンかワンか問題なのだ 1973年41号
41. ダジャレ特集6本立てなのだ 1973年42号
42. フランス小話特集なのだ 1973年43号
43. にがお絵が200枚なのだ 1973年44号
44. 遠視と近視の愛護デーなのだ 1973年45号
45. 傷つきやすい少年の心なのだ 1973年46号
46. □□□□（「点」「サイ」「逆さのカバ」「盆」の絵で「天才バカボン」と表している） 1973年47号
47. 説明つきの左手漫画なのだ 1973年48号
48. 絵の表現のへたくそなのだ 1973年49号
49. 最終回のやけくそマンガなのだ 1973年50号

## 週刊少年マガジン版（第3期）
1974年1号～43号、45号～1975年2号に連載。計51話。

### 1974年度
1. またでてきたのだ天才バカボン 1974年1号
2. スケベ学部のエロ塚なのだ 1974年2号
3. マネージャーはクソムシなのだ 1974年3号
4. ギャグも節約バカボンなのだ 1974年4・5号
5. まじめにやるんだ近藤さん 1974年6・7号
6. 条件反射の教育なのだ 1974年8号
7. おまわりポリ公のダジャレ合戦1 1974年9号
8. おまわりポリ公のダジャレ合戦2 1974年10号
9. おまわりポリ公のダジャレ合戦3 1974年11号
10. 天才シャレなしバカボン 1974年12号
11. ねむれないのだ夢の中 1974年13号
12. 床の間のナマイ「木」なのだ 1974年14号
13. メザシは五人きょうだいなのだ 1974年15号
14. 二番煎じの王さまなのだ 1974年16号
15. 整形手術の熊さんなのだ 1974年17号
16. ペンフレンドの文通なのだ 1974年18・19号
17. ぼくはどこから生まれたの 1974年20号
18. 巨大クチビル物語ですのだ  1974年21号
19. 天才タコボン 1974年22号
20. カメラ入道タコ山写真なのだ  1974年23号
21. 顔の変化のアメーバなのだ  1974年24号
22. 天才どうしてですか?  1974年25号
23. 夢のノコギリの大切なのだ  1974年26号
24. 燃えよマッチボンなのだ  1974年27号
25. ナンセンスクイズの反省なのだ  1974年28号
26. 不幸のピーナッツの手紙なのだ  1974年29号
27. 家庭教師は東大生なのだ  1974年30号
28. 5倍のレンズの恐怖ですのだ  1974年31号
29. うらめしやの夏バテなのだ  1974年32号
30. ハナゲもあらしもふみこえるのだ  1974年33号
31. 愛のくらしの御恩ですのだ  1974年34号
32. マメの刑事のエダマメなのだ  1974年35号
33. 非常ドロボウの軍法会議なのだ  1974年36号
34. ホコリのプライドのドロボーなのだ  1974年37号
35. エクソイストの大恐怖なのだ  1974年38号
36. かわいい人の本官なのだ  1974年39号
37. たたえよ鉄カブト  1974年40号
38. 『天才アホボン』と「少年バカジン」 1974年41号
39. 三羽ガラスのイガラスなのだ 1974年42号
40. こけっこーのコケッコンなのだ 1974年43号
41. マホウビンのビビデバビデミスズ 1974年45号
42. 一日一回ビビデバビデミスズ 1974年46号
43. TENSAI VAGABOND 1974年47号
44. 実録!! 天才バカボン 1974年48号
45. アホツカ・アホオと「少年バカジン」 1974年49号
46. なんでもかける人生なのだ 1974年50号
47. シャレツカ・ダレオと「少年バカジン」 1974年51号
48. 刈田くんの借金なのだ 1974年52号
49. ひねくれ男のしあわせなのだ 1974年53号

### 1975年度
1. 恐怖のビデオ目玉なのだ 1975年1号
2. ほんとのほんとうの最終回なのだ!! 1975年2号

## 別冊少年マガジン版（第2期）
「別冊少年マガジン」1974年8月号、9月号、11月号、1975年1月号～5月号に連載。計8話。
一時休刊していた別冊マガジンが、1974年8月号より復刊。『バカボン』も連載されることになる。当初は週刊マガジン版と平行連載していたが、同誌が1975年2号で連載を終了したため単独連載となる。内容はデラサン版同様、頁数が多いものの週刊マガジン版と同じであった。内容も引き続き「バカ田大学関連者」や「ある家族」を中心にしている。
1975年6月号より雑誌名を「月刊少年マガジン」と変更するが、『バカボン』は引き続き連載となる。

### 1974年度
1. バカボンは関係ないのだ 1974年8月号
2. 長いリクツのクセなのだ 1974年9月号
3. 30年目の初顔あわせなのだ 1974年11月号

### 1975年度
1. 勝木くんのライバル部なのだ 1975年1月号
2. 故郷にかざるニシキヘビなのだ 1975年2月号
3. わしらの政府の転覆なのだ 1975年3月号
4. ヘンリク・イプセンの「人形の家」なのだ 1975年4月号
5. 恐怖の結論いそぎ人間なのだ 1975年5月号

## 月刊少年マガジン版（第1期）
「月刊少年マガジン」1975年6月号～1978年12月号に連載。計43話。
この時期、テレビアニメ第2作『元祖天才バカボン』が放送を開始。1975年11月号では、その記念企画として、週刊少年マガジン1972年51号掲載の「10本立て大興行」以来の長編オムニバス作品「100ページ特集」を掲載した。しかし後年の単行本では完全には収録されず、
- 講談社版：「もくじ」のみ未収録。
- 竹書房版以降：「もくじ」は収録されるも、長谷邦夫らアシスタント執筆による「バカ田大学笑学部徹底取材なのだ!!」を収録せずに「88ページ特集」と改題。
- 曙出版版：「バカなパパをもったママのないてあかした100日間!!」など一部の作品しか収録されていない。

また、曙出版版や竹書房版などでは「特集」ラストに、初版や講談社版では第3期時代掲載の「亭主関白の失敗なのだ」ラストに掲載された「おまけバカボン」が掲載された。
連載は1978年12月号まで続いたが、曙出版版では1976年3月号の「ムダをはぶいて下落合大学なのだ!!」が、講談社版と竹書房版では1976年11月号の「拳銃をすてた目ン玉警官なのだ」が最後の掲載回となっており、その後の回は、1978年刊行の『天才バカボン』別巻3（講談社）、1987年刊行の『えりぬきバカボン』（講談社）、Softgarageの『なのだ!? 天才バカボン』など一部の単行本やeBookJapanの電子書籍のみに収録されている。また、1978年7月号の「恐怖のドブスベビー」は現在まで単行本化されていない（eBookJapan版27巻で閲覧可能）。
以下に挙げた作品のうち、『なのだ!? 天才バカボン』に収録されているものは●、2016年刊行の『黒いバカボン』（秋田書店）に収録されているものは▲で割り振っている。

### 1975年度
1. ジンクス男の恐怖なのだ 1975年6月号
2. 顔の見えないお見合いなのだ 1975年7月号
3. イラ塚イラ夫と「少年バカジン」なのだ 1975年8月号
4. 発作の病気の人助けなのだ 1975年9月号
5. バカ大サギ学部卒業なのだ 1975年10月号
6. 100ページ特集 1975年11月号
  - ①もくじ
  - ②バカなパパをもったママのないてあかした100日間!![注 4]
  - ③バカ田大学笑学部徹底取材なのだ!!（構成：山口琢也）
  - ④自信の無い奴こっちへくるのだ!![注 5]
  - ⑤下落合タイムズ
  - ⑥マージャン実験教室 これなら勝てる 早食い戦法!!
  - ⑦バカボン中国語版 革命的致命的格闘的漫画 必殺!! 地下礼足袋
  - ⑧バカボン英語版 NHK-COMIC PART1 DEVAR COLOMBO
  - ⑨女の事件簿 はげしい夏がおわってバカ大女子寮の告白!!
  - ⑩秋の特選 読み切り小説
  - ⑪長編小説 港のヨーコヨコハマヨコスカウナギイヌ
  - ⑫あのおまわりさんの目ン玉つながりを大陸移動説で解明!!
  - ⑬教養特集 バカ大付属カメラ中学のオヨヨ教室
  - ⑭はじめてあかすおでかけのおじさんの意外な過去なのだ
  - ⑮ラストページ おわりにあたって
7. 大サンセイの大ハクセイなのだ 1975年12月号

### 1976年度
1. 地球をきれいにそうじするのだ!! 1976年1月号
2. 不況のあおりのアジャパーなのだ!! 1976年2月号
3. ムダをはぶいて下落合大学なのだ!! 1976年3月号
4. アイ ライク シンプルライフなのだ 1976年4月号
5. 怪盗ネコ男なのだ 1976年5月号
6. 命の恩人大騒動なのだ 1976年6月号
7. 凶悪犯を大追跡なのだ 1976年7月号
8. 恐怖の無責任先生なのだ 1976年8月号
9. 夢人間アラジンくん 1976年9月号
10. UFO大襲来なのだ 1976年10月号
11. 拳銃をすてた目ン玉警官なのだ 1976年11月号
12. ミミズは世界最強だ 1976年12月号●

### 1977年度
1. お正月と子どもの日交換革命なのだ 1977年1月号●
2. 感動シビレ人間 1977年2月号●
3. がまんがまんの研究なのだ 1977年3月号●
4. 神さまのすごい奇跡なのだ 1977年4月号●
5. 恐怖の中立人間なのだ 1977年5月号●
6. 野球は巨人 語学は難解 1977年6月号●
7. ケチケチどケチ 1977年7月号●
8. 原始生活はつらいよ! 1977年8月号●
9. ウソでもいいからウソつくな! 1977年9月号●
10. スポーツ大特訓 1977年10月号●
11. 無表情は人の敵 1977年11月号●
12. 美しい手 1977年12月号●

### 1978年度
1. しつこ〜～～い! 1978年1月号▲
2. 続しつこ〜～～い! 1978年2月号▲
3. チャンチャカチャン 1978年3月号●
4. 未知との遭遇 1978年4月号●
5. へんな東大生 1978年5月号●
6. 恐怖の眼力人間 1978年6月号●
7. 恐怖のドブスベビー 1978年7月号
8. おかしのホームラン王 1978年8月号●
9. 火の鳥がヤキトリに! 1978年9月号●
10. 逆襲テッポウウオ 1978年10月号●
11. 目玉の反乱 1978年11月号●
12. 地球は丸いのハンタイなのだ! 1978年12月号●

## 月刊テレビマガジン版（元祖天才バカボン）
「月刊テレビマガジン」1975年8月15日増刊号、1975年11月号～1977年8月号、1976年1月15日増刊号、1976年4月15日増刊号、1976年8月15日増刊号、1977年1月15日増刊号に連載・掲載。（※1975年8月15日増刊号のみタイトルは『天才バカボン』）
事実上の著者は長谷邦夫と河口仁であるが、単行本では「赤塚不二夫とフジオ・プロ」名義になっている。

## 週刊少年マガジン版（第4期）
「週刊少年マガジン」1975年43号～1976年49号に連載。計57話。
週刊マガジン版第2・3期の終了後、赤塚は同誌1975年7号より旧約聖書をモチーフにしたギャグ漫画『B.C.アダム』を連載するが、同作品は『バカボン』ほどヒットしなかった。中盤からテコ入れでバカボン一家や本官さんを準レギュラーで登場させたり舞台を現代に移したりしたものの、同年26号をもって連載が終了する。
その後赤塚は、アニメ『元祖天才バカボン』の放送開始に合わせて、週刊マガジン1975年43号より『バカボン』の連載を再開した。しかし今度は頁数が1話につき5頁にまで制限されたため、「ショート・ギャグ」と称したショート・ショート作品を掲載することになる。また、「読者諸君のにがお絵でつくったバカボンなのだ!!」の回では読者から寄せられた似顔絵を漫画化し、「読者のつくった『パパとママの会話』なのだ」の回では読者から寄せられた「パパとママの会話」を漫画化するという読者参加企画を行った。
1976年49号をもって連載終了。その後赤塚は1977年2号～同年31号に『建師ケン作』（原作：牛次郎）、1977年50号～同年52号に『ハウスジャックナナちゃん』（原作：筒井康隆）、1978年7号～同年14号に『おバカさん』（原作：遠藤周作）と原作者付き漫画の連載を3本行った後、読み切り版『バカボン』（後述）を掲載して週刊マガジンから退くことになる。
第4期を収録している単行本は講談社版と竹書房版のみで、曙出版版には1話も収録されていない。また、「読者諸君のにがお絵でつくったバカボンなのだ!!」の回は講談社版にも収録されていなかったが、竹書房版で初収録され、全話収録となった。

### 1975年度
1. ショート・ギャグ カラー3本立てなのだ!! 1975年43号
  - ①わしの二代目なのだ!!
  - ②コロコロウナギ丸
  - ③怪人シラケ面相
2. 世にもまれなるサンドバック男なのだ 1975年44号
3. とってもかわいそうな行商人なのだ 1975年45号
4. 三角関係の四角関係!? 1975年46号
5. バカ大・ヌーディスト・クラブの先輩なのだ 1975年47号
6. 夫婦ゲンカをすけだちするのだ 1975年48号
7. 子宝にめぐまれない夫婦の話なのだ 1975年49号
8. 最後にわらって死にたいのだ 1975年50号
9. とっても感心な学生なのだ 1975年51号
10. スケールの大きい数学者なのだ 1975年52号

### 1976年度
1. 命をそまつにしてはいけないのだ 1976年1号
2. おたのしみのクリスマスなのだ 1976年2号
3. みんなが夢を知っているのだ 1976年3・4号
4. 読者諸君のにがお絵でつくったバカボンなのだ!! 1976年5・6号
5. 読者のつくった「パパとママの会話」なのだ 1976年7号
6. 「たこやきくん」の歌をつくるのだ 1976年8号
7. くさいにおいが気になるのだ 1976年9号
8. きれいずきのドロボウなのだ 1976年10号
9. おしゃれなドロボウなのだ 1976年11号
10. うつり気なドロボウなのだ 1976年12号
11. 知性と教養のドロボウなのだ 1976年13号
12. 億万長者の家をご訪問なのだ 1976年14号
13. カガミの中の自分をとりかえすのだ 1976年15号
14. 話の通じない通訳なのだ 1976年16号
15. ニセ札づくりの名人なのだ 1976年17号
16. 衝撃のSF問題作なのだ!! 1976年18号
17. ババぬきにかける執念なのだ 1976年19号
18. すて子をそだてるのだ 1976年20号
19. わが子の色気が気になるのだ 1976年21号
20. 町からゴミをなくすのだ!! 1976年22号
21. バカ大「のぞき部」なのだ 1976年23号
22. 大文豪のとある1日なのだ 1976年24号
23. 前回とほとんど同じなのだ 1976年25号
24. アレをのみたいのだ 1976年26号
25. 父の日の宿題なのだ 1976年27号
26. パパは子どもおもいなのだ 1976年28号
27. 恐怖のあつがり人間なのだ 1976年29号
28. 「すいません」のあやまり男 1976年30号
29. 枝豆中毒の男なのだ 1976年31号
30. わしの大事なアサガオなのだ 1976年32号
31. 教養を強要するのだ 1976年33号
32. 別れ話をパパにたのむのだ 1976年34号
33. 何事にも動じない人なのだ 1976年35号
34. ラブレターでヤブレター 1976年36号
35. 夏休みの宿題なのだ 1976年37号
36. 中学生の「未婚の母」なのだ 1976年38号
37. 高校生の「未婚の父」なのだ 1976年39号
38. 超天才児ツトムくん 1976年40号
39. 死ななきゃわからぬ大問題 1976年41号
40. 恐怖のサービス男なのだ 1976年42号
41. ハジメに漢字を習うのだ 1976年43号
42. 食いしんぼうのドロボウなのだ 1976年44号
43. 先輩の家を訪問するのだ その1 1976年45号
44. 先輩の家を訪問するのだ その2 1976年46号
45. 先輩の家を訪問するのだ その3 1976年47号
46. 先輩の家を訪問するのだ その4 1976年48号
47. 先輩の家を訪問するのだ その5 1976年49号

## コミックボンボン版（平成天才バカボン）
「コミックボンボン」1987年10月号～1991年10月号、1990年1月冬休み増刊号に連載・掲載。全50話。（※1990年1月冬休み増刊号、1990年1月号～1991年10月号分のタイトルは『平成天才バカボン』）
『最新版 平成天才バカボン』全4巻（第1巻のみ『最新版 天才バカボン』）と『秘蔵 単行本未収録傑作選』に収録されている。
1980年代後半、小学館の藤子不二雄人気に対抗した講談社は、フジテレビと読売広告社を巻き込んで赤塚不二夫を売り出す「赤塚戦略」を構想。3社が提携した「赤塚戦略」第1弾の『おそ松くん』、第2弾の『ひみつのアッコちゃん』、第3弾の『天才バカボン』は雑誌などでのリバイバル掲載が先行して行われた。
同時期の月刊マガジン版第2期と違って過激な描写は皆無であるが、逆に下ネタの頻度が高い。
以下に挙げた作品のうち、『最新版 平成天才バカボン』に収録のものは●、『秘蔵 単行本未収録選』に収録のものは■、『よりぬき天才バカボン［そのいちなのだ］』に収録のものは▼、『よりぬき天才バカボン［そのになのだ］』に収録のものは◆で割り振っている。

### 1987年度
1. ラッコ研究会はえらいのだの巻 1987年10月号●
2. シリトリで生活するのだの巻 1987年11月号●
3. ぼくのパパはだれなんだの巻 1987年12月号●

### 1988年度
1. オモテとウラは不思議なのだの巻 1988年1月号●
2. 恐怖の包丁男来襲! の巻 1988年2月号●
3. 世界一しりあいのおおい人の巻 1988年3月号●
4. 夢を見るとそんをするのだの巻 1988年4月号●
5. 見えないスピード少年の巻 1988年5月号●
6. バーコードで話すのだの巻 1988年6月号●
7. ダイブツくんが、いっぱいなのだの巻 1988年7月号●
8. 氷の妹をアイスるのだの巻 1988年8月号●
9. ウンコって、なんなのだの巻 1988年9月号●
10. カエルのスケ番さんなのだの巻 1988年10月号●
11. シッポシッポで、なやむのだの巻 1988年11月号●
12. ハジメがパーピングなのだの巻 1988年12月号●

### 1989年度
1. 超発明のエンペツなのだの巻 1989年1月号●
2. 世にもフシギなロウソク人間なのだの巻 1989年2月号●
3. デイモン=オクレは神さまなのだの巻 1989年3月号▼
4. 引力が重いのだの巻 1989年4月号●
5. 顔ドロボウさんは、すごいのだの巻 1989年5月号●
6. 苦井酢くんは、たいへんなのだの巻 1989年6月号●
7. ちょんまげシイタケの巻 1989年7月号●
8. 石田を利用するのだの巻 1989年8月号●
9. ご先祖さまが、やってきたのだの巻 1989年9月号●
10. 宇宙からの？なのだの巻 1989年10月号●
11. 夢からでてきたママなのだの巻 1989年11月号●
12. 殺人事件発生!! 名刑事はワシなのだの巻 1990年1月冬休み増刊号（1989年12月1日発行）●
13. おしゃべりは命がけなのだの巻 1989年12月号●

### 1990年度
1. 雪ダルマ襲来! の巻 1990年1月号●
2. おとなはえらいのだの巻 1990年2月号●
3. なにもかんがえるな! の巻 1990年3月号●
4. わらしべ大作戦の巻 1990年4月号●
5. どうしてわしなのだの巻 1990年5月号●
6. 超能力はとってもいたいのだ! の巻 1990年6月号●
7. まごがほしいのだ!! の巻 1990年7月号
8. ダジャレデスマッチなのだ! の巻 1990年8月号■
9. パパの塾なのだ! の巻 1990年9月号
10. 勉強は集中力なのだの巻 1990年10月号■
11. イカ天バンドになった水泳部員の巻 1990年11月号
12. めんどくさい人間なのだの巻 1990年12月号■

### 1991年度
1. ウソつきはドロボウのはじまりではないのだ! の巻 1991年1月号
2. 対決!! ゴルフ対野球の巻 1991年2月号◆
3. 磁器がきたのだ!? の巻 1991年3月号■
4. スケジュールはキビしいのだ!! の巻 1991年4月号◆
5. は～やくコイコイ コイのぼりの巻 1991年5月号■
6. 漫才で、もうかりまっかの巻 1991年6月号■
7. 40年目の対決なのだ!! の巻 1991年7月号■
8. 脱皮ウォーズの巻 1991年8月号
9. でかけるときはペットに用心なのだ! の巻 1991年9月号■
10. 台風さんいらっしゃい!! の巻 1991年10月号

## テレビマガジン版
「テレビマガジン」1987年11月号～1991年1月号に連載。計38話。
雑誌の判型が異なるため、他誌で掲載されたものより1頁にコマ割りの例が3列しかない。
以下に挙げた作品のうち、『よりぬき天才バカボン［そのいちなのだ］』に収録されているものは▼、『よりぬき天才バカボン［そのになのだ］』に収録されているものは◆で割り振っている。

### 1987年度
1. クリはこわいのだ 1987年11月号
2. 天才画家 1987年12月号

### 1988年度
1. 大むかしからきた少年 1988年1月号
2. スーパーじいさん登場 1988年2月号
3. ウナギイヌのおんがえし 1988年3月号
4. レレレのおじさんのひみつ 1988年4月号
5. 名犬九公にお礼をするのだ 1988年5月号
6. 金魚のガールフレンドなのだ 1988年6月号
7. わしはとのさまなのだ 1988年7月号
8. めいろのいえはこりごりなのだ 1988年8月号
9. 雪だるまくんののぞみをかなえるのだ 1988年9月号
10. ノラウマはえらいのだ 1988年10月号
11. ウナギイヌのママをつかまえたなのだ 1988年11月号
12. へびをペットにするのだ 1988年12月号

### 1989年度
1. お金のゆめはふしぎなのだ 1989年1月号
2. 雪のあしあとにはんこをおすのだ 1989年2月号
3. らくがきのはんにんをさがすのだ 1989年3月号
4. みんなの星を集めるのだ 1989年4月号
5. どっちもこっちも、パパなのだ 1989年5月号
6. おきるとねちゃう友だちなのだ 1989年6月号
7. かえらないおでかけをするのだ 1989年7月号▼
8. 夏に安いストーブを買うのだ 1989年8月号
9. へんなものばかり釣れるのだ 1989年9月号▼
10. 大ふんかプレゼントをつくるのだ 1989年10月号
11. ママの約束ははんたいなのだ 1989年11月号
12. 声はするけど姿は見えないのだ 1989年12月号

### 1990年度
1. 馬をペットにするのだ 1990年1月号◆
2. みんなとトランプをするのだ 1990年3月号
3. 花より雪だるまなのだ 1990年4月号
4. わしは人魚なのだ 1990年5月号▼
5. じょうぶな歯がほしいのだ 1990年6月号
6. 雪男さんは超能力者なのだ 1990年7月号
7. テルちゃんに顔をかいてあげるのだ 1990年8月号
8. ゴロちゃんがおちてきたのだ 1990年9月号
9. うその日記をほんとうにするのだ 1990年10月号
10. イカ天バンドになった水泳部員 1990年11月号
11. スポーツの秋は食欲の秋なのだ 1990年12月号

### 1991年度
1. 秋と枯れ葉とウナギイヌなのだ 1991年1月号

## 月刊少年マガジン版（第2期）
「月刊少年マガジン」1988年1月号～1989年2月号に連載。計14話。
著作権の限界や表現の限界に踏み込んだ作品が見受けられるのが特徴。例を挙げれば、
- 『ヤンキー烈風隊』の読みすぎで変貌したパパを助けるために現れた『いけない!ルナ先生』のルナ先生がパパに自らの乳房を舐めさせたり、お尻に顔を突っ込ませて快楽を与える。
- 内容に不満を持った担当によって赤塚の利き腕の指が切り落とされ、翌月号では赤塚の兄を名乗る男による『バカボン』が掲載。内容、作画はかなり破綻しており、殴り書きのゲストキャラがバカボン家を放火し、コマに出てくることを拒むバカボン一家は逃げることができずに焼死するというもの。
- パパの後輩で戦死したキンタマ合唱団の部員の魂が潜伏していた真面目なサラリーマンが様々な場で「キンタマ」を連呼し、変態扱いされるなどの被害を被る。魂が実体化した後も会話に「キンタマ」が混じるのが癖になってしまう。

過激さを理由に電子書籍版には収録されず、2007年と2008年に発売された単行本でしか読むことができない。その単行本自体も絶版となっているため、現在の入手は困難である。
以下に挙げた作品のうち、『天才バカボン THE BEST 講談社版』に収録されているものは●、『秘蔵 単行本未収録傑作選』に収録のものは▲で割り振り、未収録作品は分類しない。

### 1988年度
1. 無題[注 2] 1988年1月号
2. サラリーマンは下品がいいのだ 1988年2月号●
3. 地獄耳は温泉好きなのだ 1988年3月号▲
4. 水知らずの人は水人間なのだ 1988年4月号▲
5. わしの顔がヤンキーなのだ 1988年5月号●
6. キケンが危ない町なのだ 1988年6月号▲
7. 天才AKIRA 1988年7月号●
8. 天才アルコール 1988年8月号●
9. 無題[注 2] 1988年9月号
10. 赤塚不二夫兄のバカボンなのだ 1988年10月号▲
11. ハエの伝書バトなのだ 1988年11月号▲
12. 天才不条理 1988年12月号▲

### 1989年度
1. コウモンのインローがステータスシンボル 1989年1月号▲
2. 無題[注 2] 1989年2月号

## ヒーローマガジン版
「ヒーローマガジン」1989年10月号～1991年1月号に連載。計18話。
「ボクサァ、ふとったパパなのだ」には、同誌に連載中だった『パラソルヘンべえ』のへンべえがカメオ出演しているなど、同誌連載作品の主人公たちが客演することも少なくない。
『ヒーローマガジン』の休刊後、ボンボンレーベルより刊行された『さいしん天才バカボン』にほぼ全ての作品が収録され、2007年発売の『天才バカボン THE BEST』にて残りの未収録作品が単行本化された。『天才バカボン THE BEST 講談社版』は絶版のため入手が難しいが、『さいしん天才バカボン』は「コミックパーク」で入手できる。
以下に挙げた作品のうち、『さいしん天才バカボン』に収録されているものは●、『天才バカボン THE BEST 講談社版』に収録のものは▲、『よりぬき天才バカボン［そのになのだ］』に収録されているものは◆で割り振っている。

### 1989年度
1. カメラでクマったハイキングなのだ 1989年10月1日号●
2. ボクサァ、ふとったパパなのだ 1989年11月1日号●
3. ゲンコツ病は無敵なのだ 1989年12月1日号●

### 1990年度
1. あつい冬は、さむい夏なのだ 1990年1月号●
2. ヒーロー君は超でたがりなのだ 1990年2月号●
3. 悪口はあやまりのはじまりなのだ 1990年3月号●
4. モグラシティは楽しいのだ 1990年4月号●
5. わるい顔は、よい人なのだ 1990年5月号●
6. 宇宙人にあいたいのだ 1990年5月号●◆
7. 名犬なのだ、アハハーン 1990年6月号●
8. ピーマン頭を探検するのだ 1990年6月号●
9. きょうからボクがパパなのだ 1990年7月号●
10. こんなバカな夢をみたのだ 1990年8月号●
11. カッパのおサラでカッパッパなのだ 1990年9月号●
12. ノミの夫婦のひっこしなのだ 1990年10月号●
13. パパの電波でマンガを書くのだ 1990年11月号▲
14. まったくしらないしりあいなのだ 1990年12月号●

### 1991年度
1. びっくりトイレ大集合なのだ[注 6] 1991年1月号▲

## デラックスボンボン版（平成天才バカボン）
「デラックスボンボン」1990年1号（6月30日発行）、1991年11月号～1992年12月号に掲載・連載。計16話。（1992年1月号は2本連続掲載）
以下に挙げた作品のうち、『天才バカボン THE BEST 講談社版』に収録されているものは●、『秘蔵 単行本未収録傑作選』に収録されているものは▲、『よりぬき天才バカボン［そのになのだ］』に収録されているものは◆で割り振っている。

### 1990年度
1. アイウエ王国のまき 1990年1号▲

### 1991年度
1. お札をたずねて三千里なのだ!! のまき 1991年11月号▲
2. ダジャレ野球はキビシイのだ!! のまき 1991年12月号▲

### 1992年度
1. お正月だよメリークリスマス!! のまき 1992年1月号▲
2. お正月がえらいのだ!! のまき 1992年1月号▲
3. 今年こそは女に〇×なのだ! のまき 1992年2月号●
4. 大相撲バカボン場所なのだ!! のまき 1992年3月号▲
5. カゼでテストは百戦百勝!! のまき 1992年4月号▲
6. 地底帝国へいらっしゃい!! のまき  1992年5月号▲
7. メイキングオブ天才バカボン!! のまき 1992年6月号
8. ドロボーがいっぱい! のまき 1992年7月号
9. 花の精で大騒ぎ! のまき 1992年8月号●
10. 走れ! パパなのだ!! のまき  1992年9月号▲
11. 超最新バーコードゲームなのだのまき  1992年10月号
12. これでもか!! のまき  1992年11月号▲
13. パパはパパでいいのだのまき 1992年12月号◆

## 読み切り
『天才バカボン』（週刊少年マガジン1978年16号掲載）
『おバカさん』の連載終了後、この年の週刊マガジンで実施された3週連続企画「創刊20周年突入記念スペシャル 帰ってきたヒーロー」の一環として掲載。週刊マガジン掲載作としては最後の『バカボン』となる。eBookJapan版27巻に「泣きメロ歌手なのだ」として収録。
『天才バカボンのお正月』（グランドチャンピオン1994年1号掲載）
見開き2ページで1コマ分を成しており、久々に雑誌に載れたことを喜ぶバカボンとパパの一言が描かれている。
『帰ってきた天才バカボン』（週刊プレイボーイ1994年33・34合併号掲載）
戦犯者から独裁者、お笑い芸人の魂が乗り移ったレギュラー陣とパパのやりとりを描く。終盤でパパを助けるため、神主に扮したココロのボスが登場。ニャロメもカメオ出演する。
この作品が、赤塚不二夫が執筆した最後の『バカボン』である。

## 天才バカボンのおやじ
「週刊漫画サンデー」1969年9月3日号～1971年11月27日号（不定期掲載）、1972年7月1日号、1973年1月27日号に連載・掲載。計28話。
一部作品は赤塚のアイディアを元に古谷三敏が作画を担当している。また、1973年1月27日号掲載分はこれまで単行本に収録されていない。

### 1969年度
1. スシ・パイのマージャンなのだ 1969年9月3日号
2. バカ大解放軍なのだ 1969年10月22日号
3. かくし芸のトックンなのだ 1969年11月19日号
4. オトコベックのご旅行なのだ 1969年12月17日号

### 1970年度
1. タコさんのマネージャーなのだ 1970年1月21日号
2. テッポーもってゴルフにいくのだ 1970年2月18日号
3. 怪僧ケツプーチンなのだ 1970年3月18日号
4. わしはデートの万国博士なのだ 1970年4月15日号
5. 新婚ホヤホヤチュチュチュのチュなのだ 1970年5月13日号
6. 催眠のはんたいなのだ 1970年6月10・17日号
7. トリとトリイはタマゴの仲なのだ 1970年7月11日号
8. ゴのショーブのユーレイなのだ 1970年8月8日号
9. わしは正義の味方なのだ 1970年9月5日号
10. 死ぬほどいじめてなのだ 1970年10月3日号
11. たいくつなのだどうすればいいのだ 1970年10月31日号
12. るす番なのだ寝相番なのだ 1970年11月28日号

### 1971年度
1. しらけちゃだめだ新年会なのだ 1971年1月2日号
2. オオカミなのだブタなのだ 1971年1月23日号
3. ポンポコ来たのは宇宙人なのだ 1971年2月20日号
4. シッポシッポシッポなのだ 1971年3月20日号
5. わしらバカ大同窓生なのだ 1971年4月17日号
6. みんなみんな愛しちゃうのだ 1971年5月15日号
7. アラビアンナイトの研究なのだ 1971年6月12日号
8. 真夏の夜の夢の色っぽいのだ 1971年10月2日号
9. 目のホーケイの涙なのだ 1971年10月30日号
10. カクメイのハリのキューなのだ 1971年11月27日号

### 1972年度
1. 羽荷シミルの自主製作なのだ 1972年7月1日号

### 1973年度
1. 無題 1973年1月27日号

## 天才バカボンのパパ
赤塚不二夫が1972年に自費出版した雑誌『まんがNo.1』に掲載されたもの。1973年3、4月号掲載。全2話。
現在は『天才バカボンのおやじ』2巻（竹書房）で閲覧可。
『天才バカボンのパパ 1』（1973年3月号）
パパに助けを求めてきた後輩は、小声で話そうとすると大声に、大声で話そうとすると小声になるという奇病の持ち主だった。
『天才バカボンのパパ 2』（1973年4月号）
過激派の学生から嫌がらせを受けた本官さんは交番に現れた人々に絵踏みをさせ、過激派を取り締まることを思いつく。